# Mike Spence
Michael Henderson Spence (Croydon, 30 de dezembro de 1936 – Indianápolis, 7 de maio de 1968) foi um  automobilista britânico nascido na Inglaterra que participou de 37 Grandes Prêmios de Fórmula 1 estreando no GP da Itália de 1963. Conseguiu o único pódio, o 3º lugar no México de 1965 e marcou um total de 27 pontos no campeonato. Ele também participou de numerosas corridas de Fórmula 1 não válidas pelo campeonato mundial, bem como corridas de carros esporte.

## Biografia
Começou sua carreira no esporte a motor através de um envolvimento com os negócios de sua família em Maidenhead, Berkshire. Depois de iniciar em 1958 dirigindo um Ford Turner de seu pai e um esportivo inglês AC Ace, Spence inicia-se em corridas em 1959 com um Fórmula Junior. Ao volante de um Emeryson ele ganhou a oportunidade de pilotar na Solitude Grand Prix, não-válida pelo campeonato mundial em 1961, mas a seis voltas do final sua caixa de câmbio quebrou.
Apesar dos maus resultados em sua primeira temporada de Fórmula Junior com uma equipe grande, com o quarto lugar no Grande Prêmio da Inglaterra o seu melhor resultado, no final de 1963 Spence foi chamado pela equipe Lotus de Formula 1. Spence entrou no Grande Prêmio da Itália 1963 como substituto para Trevor Taylor, que estava fora por lesão. Apesar de ter qualificado a sua Lotus 25 na nona posição, durante a prova a pressão do óleo do carro desapareceu, acabando com a corrida de Spence na volta 73.
Com Jim Clark e Peter Arundell como pilotos titulares na equipe Lotus para 1964, Spence passou a maior parte do início de temporada na Fórmula 2. No entanto, Arundell sofreu um grave acidente em uma corrida de F2, e do Grande Prêmio da Inglaterra em diante Spence tornou-se parceiro de Clark na equipe de Fórmula Um. O resto da temporada passa sem intercorrências, e apesar de Spence correndo em segundo durante boa parte do Grande Prêmio da Itália, o seu melhor resultado foi um quarto lugar no final da temporada no México.
Em 1965, começou promissor, com Spence ganhando o prestigiado Race of Champions em Brands Hatch, e tendo um terceiro lugar no Troféu Internacional de Silverstone. No entanto, uma vez que o Campeonato do Mundo iniciou, e Spence tinha apenas dois pontos, o circo da Fórmula Um encerraria mais uma vez a temporada no México. Aqui a sua sorte iria mudar, e ele conseguiu garantir o seu primeiro pódio e só, tendo o 3 º lugar atrás de dupla americana formada por Richie Ginther e Dan Gurney. Infelizmente para Spence, esse desempenho não foi suficiente para salvar o seu lugar na Lotus, e no final da temporada, ele encontrou-se fora da equipe.
Voltando para o mundo privado, Mike Spence assinou pela BRM para a temporada 1966 de Fórmula Um, mas foi destacado para a equipe Reg Parnell ao invés de pilotar pela equipe oficial. Pilotando pela equipe Parnell, com os agora antigos, Lotus 25, mais uma vez Spence só foi capaz de juntar dois pontos no Campeonato do Mundo. Apesar de, seguindo o padrão apresentado em temporadas anteriores, Spence obtém resultados melhores em não-acontecimentos do Campeonato, vencendo o Grande Prêmio Sul Africano.
Em 1967, Mike Spence foi promovido de volta, em parceria com Jackie Stewart na equipe BRM. Embora ele consegusse marcar pontos em pelo menos cinco corridas do Campeonato Mundial durante a temporada, nenhum deles estava com algo maior do que o quinto lugar. Mike Spence foi mantido na equipe BRM para a temporada 1968, embora a primeira corrida da temporada na África do Sul não augura nada de bom, suas performances de corrida aqui, e durante a Corrida dos Campeões e eventos Troféu Internacional desmentiu um grande potencial para a temporada.
Em 1967, Jim Hall contrata Spence como parte de sua equipe esportiva Chaparral. Um dos engenheiros mais inovadores do automobilismo nos anos 60, Hall foi pioneiro em muitos avanços na tecnologia de corridas. Para 1967, o grande avanço foi a adição de asas aerodinâmicas na parte traseira de seus carros, gerando downforce adicional para melhorar os níveis de aderência e, consequentemente, nas curvas de velocidade. Conduzir o Chaparral 2F como parceiro regular de Phil Hill, Spence conseguiu fazer uma grande impressão no cenário esportivo. Voltas mais rápidas na corridas de Sebring 6h e nos 1 000 km de Spa eram apenas o prelúdio de uma vitória dominante em 1967 na BOAC 500 em Brands Hatch. Spence e Hill terminam meia volta à frente de Jackie Stewart e Chris Amon que pilotavam uma Ferrari 330P, onde estes mesmos  terminaram três voltas à frente dos outros pilotos.
Para 1968, Spence mudou-se para a Ford, apoiado pela equipe de Alan Mann. Ele se tornou uma das poucas pessoas a conduzir a malfadada Ford P68 na competição, apesar de uma falha de montagem do motor em sua própria estréia, seguido por uma falha de acionamento da transmissão no segundo carro da equipe durante a corrida, impediu Spence de alcançar a bandeira quadriculada.
Após a morte de Jim Clark no início de 1968, Colin Chapman convidou Spence de volta à Lotus como parte de sua equipe para as 500 Milhas de Indianápolis. Spence iria a correr com o revolucionário Lotus 56 Turbine. No entanto, durante os treinos no Indianapolis Motor Speedway três semanas antes da corrida, Spence calculou mal a sua entrada na Curva 1 e colidiu fortemente contra o muro de concreto. A roda direita da frente da Lotus girou contra o cockpit e atingiu o capacete de Spence. Mike Spence não resistiu aos ferimentos e morreu no hospital, a partir de lesões maciças na cabeça, poucas horas após o acidente.